# Ludger tom Ring il Giovane
Ludger tom Ring (1522 – 1584) è stato un pittore tedesco, detto il Giovane per distinguerlo dal padre detto il Vecchio.
Formatosi nella bottega del padre, la sua attività è dedita alla realizzazione di opere di natura morta: egli fu uno dei precursori di questo movimento artistico nascente, come vaso con iris e vaso con gigli, da cui si deduce una passione e una sensibilità particolare verso la natura unita ad una eccellente e raffinata capacità artistica.

## Opere
- Vaso con iris (1562)
- Vaso con gigli (1562)